# Antonine de Gérando
Antonine de Gérando ou Antonina de Gérando Teleki est une traductrice et pédagogue hongroise, née le 13 février 1844 à Paris et morte le 9 avril 1914 à Kolozsvár. 

## Biographie
Antonine ou Antonina de Gérando naît le 13 février 1844. Ses parents sont l’historien et écrivain libéral Auguste de Gérando et la comtesse hongroise Emma Teleki (hu), nièce de l'éducatrice et féministe Blanche de Teleki.
Antonine de Gerando effectue ses études à Paris où elle obtient un diplôme d'études secondaires. Ses parents reçoivent des personnalités comme Jules Michelet ; ces rencontres l'influencent vivement.
À partir de 1872, elle s’installe en Hongrie et enseigne à l'institut de l'association des femmes, ainsi qu’à l'école industrielle manuelle et dans les familles de l'élite. Elle dirige jusqu'en 1912 à Kolozsvár l'école supérieure de jeunes filles. En 1880, elle traduit en français le roman A kősívű ember fiai (Les fils de l'homme au cœur de pierre) de Mór Jókai.
Antonine de Gerando publie des articles dans différents journaux et revues, notamment dans la Paedogogia hongroise, dans Opposition, dans le Journal de Dimanche, dans la Revue internationale de l'enseignement, dans La revue pédagogique,.
Elle part à la retraite de son poste de directrice d'école en 1912.

## Publications (sélection)
- (hu) Nőtan, vagy az asszonyi hivatás tudománya [« Les études féminines, ou la science de la vocation féminine »], Kolozsvár, Stein János, 1880.
- (hu) Neveléstan [« L'éducation »], Kolozsvár, Nyomatott Stein János, 1881.
- « L’Instruction publique en Angleterre, par le Dr. Louis Felmeri. Pesth, 1881 », Revue internationale de l'enseignement, vol. 2, no 2,‎ 1881, p. 492–494 (lire en ligne, consulté le 1er avril 2023).
- (hu) Háztartástan vagy A nő legszükségesebb életismereteinek rövid előadása [« L'économie domestique ou Une courte conférence sur les compétences de vie les plus nécessaires aux femmes »], Budapest, Légrády Testvérek, 1883, 133 p.
- Antonina de Gerando, « A propos des distributions de prix », Revue pédagogique, vol. 20, no 1,‎ 1892, p. 428–430 (lire en ligne, consulté le 1er avril 2023).
- (hu + fr) Franczia olvasókőnyv a magyarországi felsőbb leány-iskolák II., III. és IV. osztályai számára - Livre de lecture à l'usage de la II., III. et IV. classe des écoles supérieures de jeunes filles en Hongrie, Budapest, Kiadja Stampfel Károly, 1896 (réimpr. 1903), VIII-152 p.
- (hu) Reform javaslatok a felsőbb leányiskolákra nézve [« Propositions de réforme pour les écoles secondaires supérieures de filles »], Kolozsvárt, Ajtai K. Albert Könyvnyomdája, 1896, 56 p..

### Traductions du hongrois en français
- Mór Jókai, Les fils de l'homme au cœur de pierre, Paris, P. ollendorff, 1880, IV-368 p. (lire en ligne).